# Helvètes
Les Helvètes (Helvetii) sont un ensemble de peuples celtes de l'extrémité orientale de la Gaule établis sur le plateau suisse lors de la mise en mouvement des Suèves vers le sud-ouest de la Germanie au début du Ier siècle av. J.-C.
La confédération helvète semble avoir été constituée de quatre ou cinq pagi, dont les Verbigènes (au nord du Léman), les Tigurins (près du lac de Neuchâtel), les Tugènes (autour de l'actuelle Zurich).
Vraisemblablement à la suite d'une forte pression démographique en Rhétie résultant de la poussée des Suèves dans le Sud-Ouest de la Germanie, Helvètes, Latobices, Tulinges, Rauraques et Boïens tentent de migrer vers l'ouest de la Gaule transalpine en 58 av. J.-C.. Repoussés au-delà du massif du Jura par Jules César, ils formeront l'Helvétie avec leurs compagnons d'infortune, excepté les Boïens installés entre les territoires éduen, arverne et biturige.

## Antiquité
Le nom des Helvètes est peut-être mentionné pour la première fois dans un graffiti sur un navire de Mantoue (environ 300 av. J.-C.). L'inscription en lettres étrusques se lit eluveitie, qui a été interprété comme une forme étrusque du celtique *(h)elvetios (« l'Helvète »), c'est-à-dire qu'il s'agirait d'un homme d'ascendance helvète.

### Guerre des Cimbres

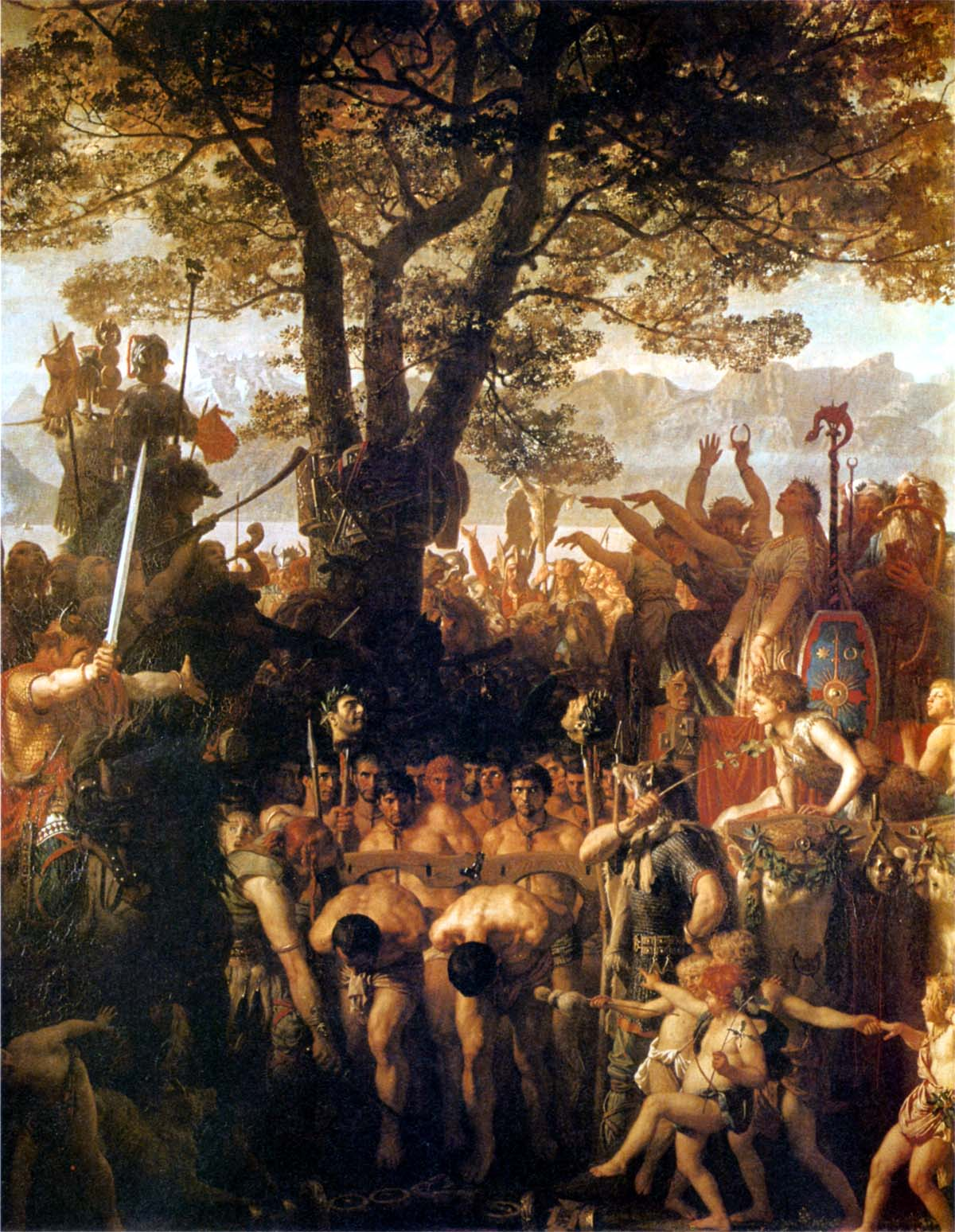
« Les Romains passant sous le joug » de Charles Gleyre, 1858. Triomphe des Helvètes sur les Romains à la bataille d'Agen. À gauche, armé de l'épée, Divico.

La première mention historique des Helvètes est l'invasion, durant l'épisode dit de la guerre des Cimbres, aux côtés des Cimbres, des Ambrons et des Teutons, de la Gaule narbonnaise par les troupes tigurines de Divico. Ces peuples furent vainqueurs des troupes romaines de Lucius Cassius à la bataille d'Agen en 107 av. J.-C.. Après une seconde victoire à Orange en 105 av. J.-C., les troupes tigurines semblent s'être retirées du conflit avant les défaites contre Caius Marius en 102 et 101 av. J.-C..

### Guerre des Gaules

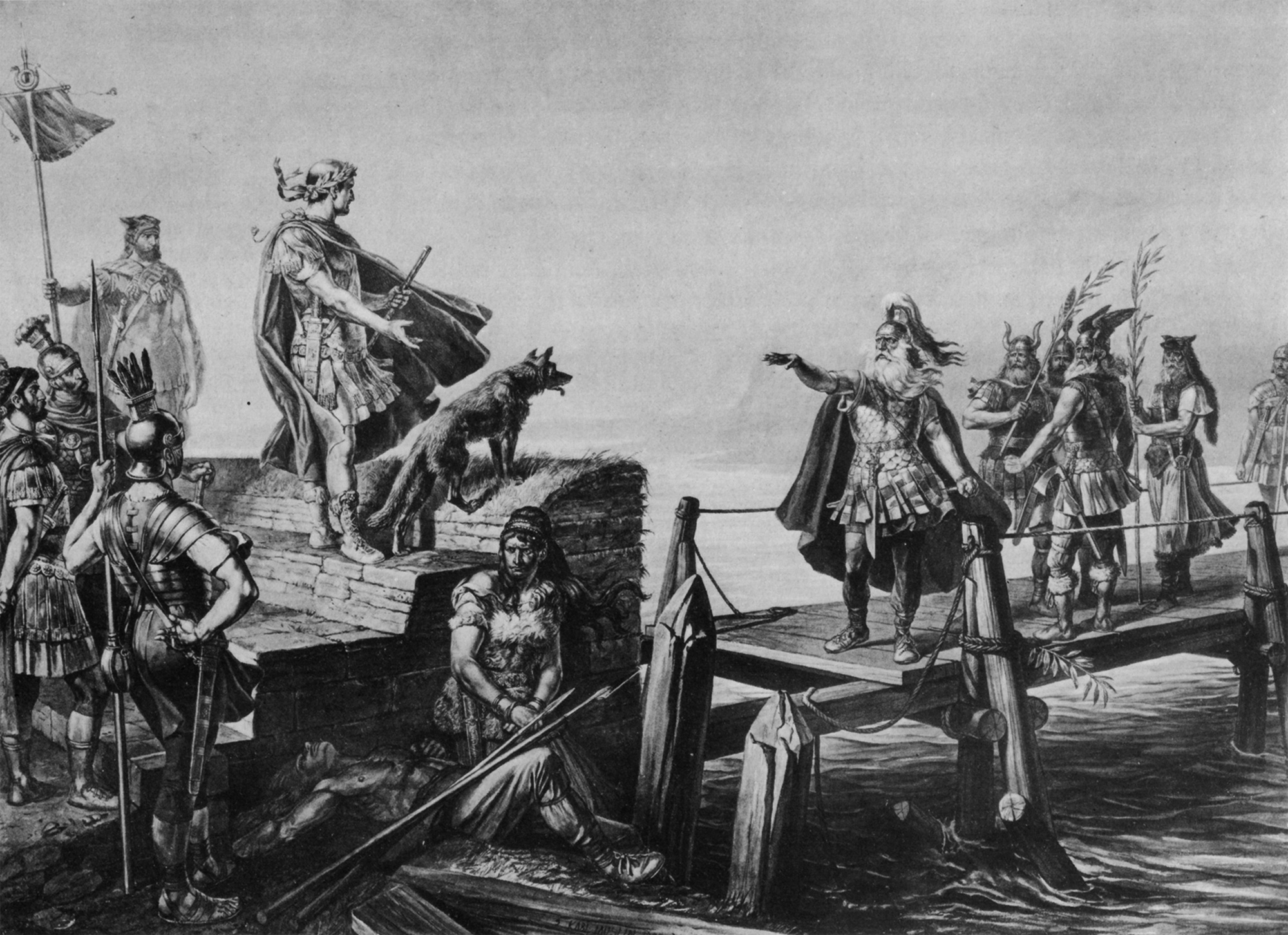
César et Divico sur la Saône, peinture de Karl Jauslin. En dessous de César, un Helvète mort et un Helvète prisonnier.

Les Helvètes jouèrent un rôle déterminant dans le commencement de la guerre des Gaules en entamant, sous Orgétorix une migration vers la Saintonge, en compagnie des Boïens et des peuples germains Tulinges et Latobices. Les raisons de cette migration sont inconnues mais le fait qu'ils ont brûlé en partant leurs agglomérations, leurs établissements et leur surplus de céréales, indique un départ forcé, peut-être par la pression germanique, ou bien pour d'autres motifs à caractère démographique ou économique. En tout cas, l'incident permit aux Romains de prendre pied en Gaule chevelue.
Jules César les affronta en 58 av. J.-C., une première fois sur le territoire des Séquanes, lors du passage de la Saône, puis à la bataille de Bibracte, alors qu'ils étaient menés par Divico. Il note qu'ils étaient 368 000 (dont 92 000 guerriers) au début des combats. Ces chiffres sont sujets à caution.
César voulait avant tout empêcher que des Germains d'outre-Rhin s'installent dans l'Helvétie abandonnée par ses habitants, ce qui aurait constitué une menace directe pour Rome. Les survivants de Bibracte, au nombre de 110 000, rentrèrent en Helvétie. Les Boïens restèrent en Gaule, fixés entre les Éduens et les Arvernes.

## Projet des Celtes helvètes

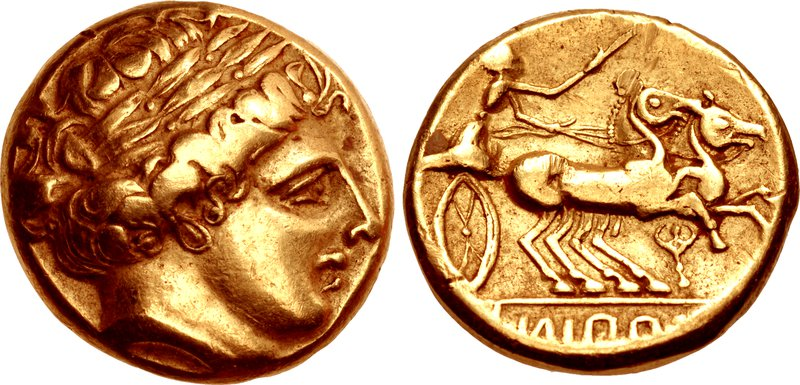

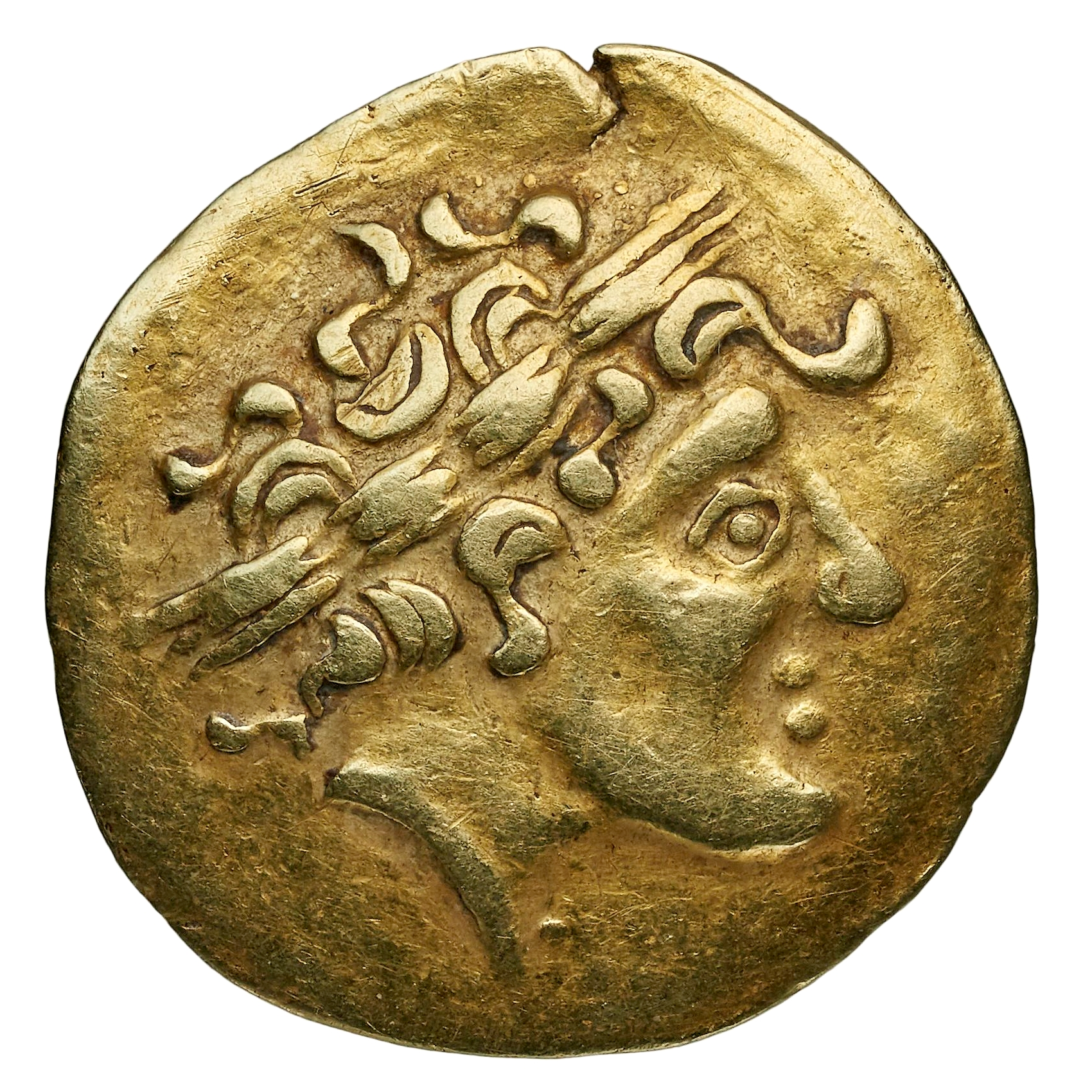

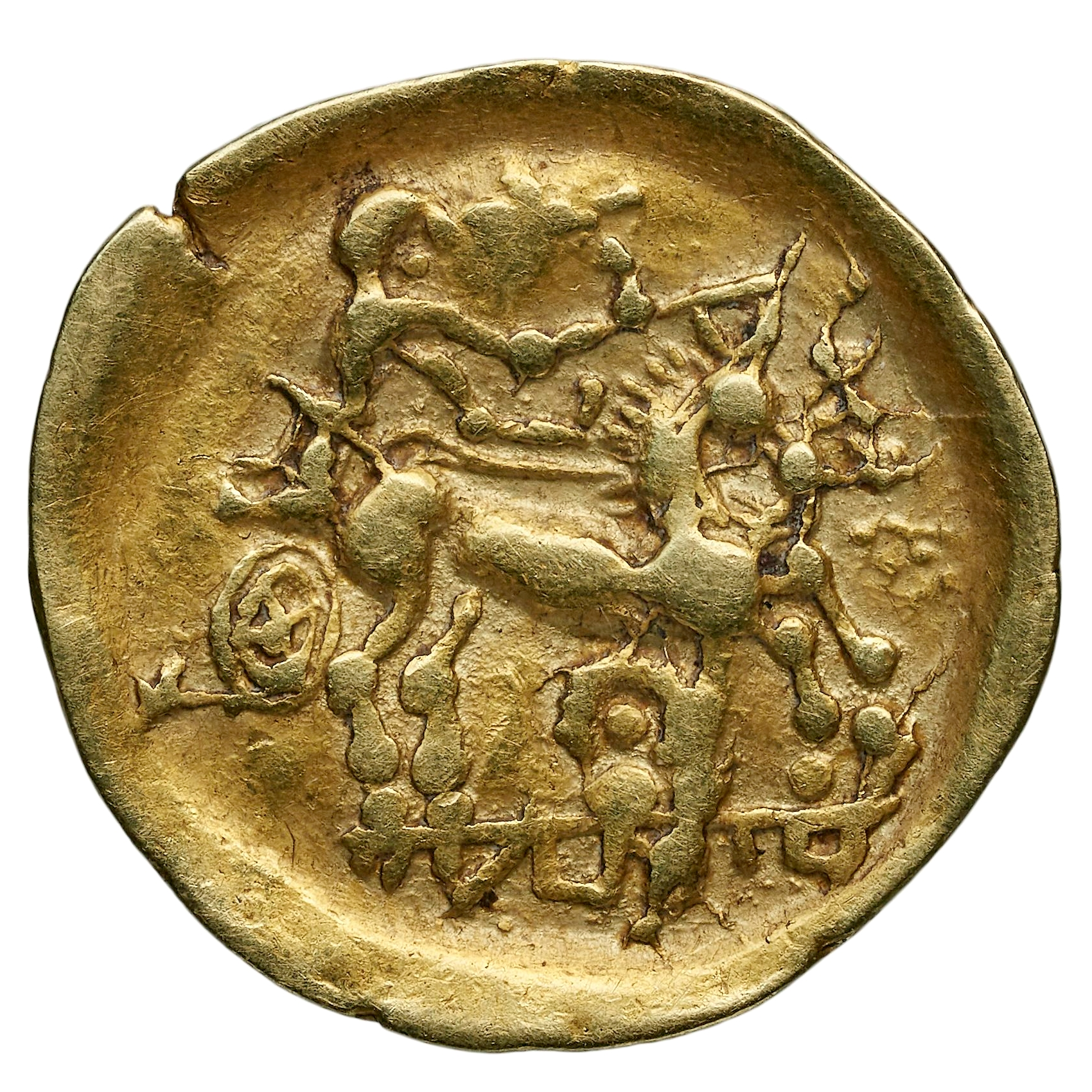
Deux monnaies des Helvètes, en haut statère, en bas quart de statère plus tardif. Inspirées du statère de Philippe Ier de Macédoine, on note l'interprétation stylistique typique des celtes.

En 59 av. J.-C., le commandement de la Gaule cisalpine et de l'Illyrie est confié à César pour 5 ans, durée exceptionnelle pour un tel mandat, qu'il fera renouveler encore en 55 av. J.-C. Le Sénat, à l'instigation de Pompée, triumvir avec César et Crassus, fait ajouter la Gaule transalpine à cette aire. César devient donc proconsul de l’Illyricum, de la Gallia Cisalpina et de la Gallia Transalpina soit tout le bloc territorial frontalier en contact avec le monde « barbare ». Avec des voisins comme les Germains ou les Daces, les menaces ne manquent pas mais, probablement à cause des frontières naturelles qui délimitent la Gaule et des circonstances, César choisira d'orienter sa stratégie militaire de conquête vers l'Ouest. La Gaule, riche en métaux et en bois, représente aussi un débouché économique intéressant et un marché pour le commerce de denrées agricoles, du vin italien notamment.
La répression du mouvement helvète sera le premier pas d'une escalade qui mènera à la conquête de la Gaule. Les Cimbres sont tenus définitivement en échec par Rome à partir de 102 à 101 av. J.-C. Les Suèves, autre peuple germanique, pénètrent en Alsace autour de 70 av. J.-C. Leur roi Arioviste, un « brigand » selon César, bat un contingent gaulois en 61 ou 60 av. J.-C. D'autres peuples attaquent par l'Est, tels les Daces, sous la conduite de leur roi Burebista. Vers 60 av. J.-C., ils sont établis autour de Vienne et de Passau. Ils concluent un pacte avec les Germains d'Arioviste, constituant un grand danger pour les Gaulois et les Éduens, qui sollicitent l'appui de Rome.
Devant la même menace, les Helvètes réagissent différemment : ils décident d'entreprendre une grande migration, un raid militaire vers le sud-ouest. Dans la société celtique, le raid représente un moyen d'affirmer la puissance d'une communauté et de renforcer le statut social de ses chefs : il crée une dynamique. Il apporte aussi une solution aux problèmes internes en fournissant de nouvelles terres à cultiver lorsque la population s'accroît. La compétition entre les jeunes chefs, souvent rivaux, a entraîné une escalade dans les défis et la multiplication de ces opérations guerrières, d'abord chez des voisins immédiats puis à plus longue distance : le phénomène s'est intensifié au cours du IVe siècle, adoptant parfois des allures endémiques dans toute l'Europe ; il a pris des proportions inhabituelles dans le cas des migrations vers l'Italie et les Balkans.
En 60 av. J.-C., les Helvètes originaires de la Forêt-Noire qu'ils ont fuie 50 ans plus tôt, déjà sous la pression des Germains, projettent donc un nouvel exode qui sera une des dernières grandes migrations celtiques. Leur but est de traverser le Rhône par le pont de Genava et de longer le fleuve afin de s'installer dans des terres d'accueil dans le sud. Or ce départ est susceptible d'entraîner un vide dangereux dans une zone frontière avec la Gaule cisalpine. C'est pourquoi César intervient rapidement pour couper court au mouvement.

## Début de la guerre des Gaules

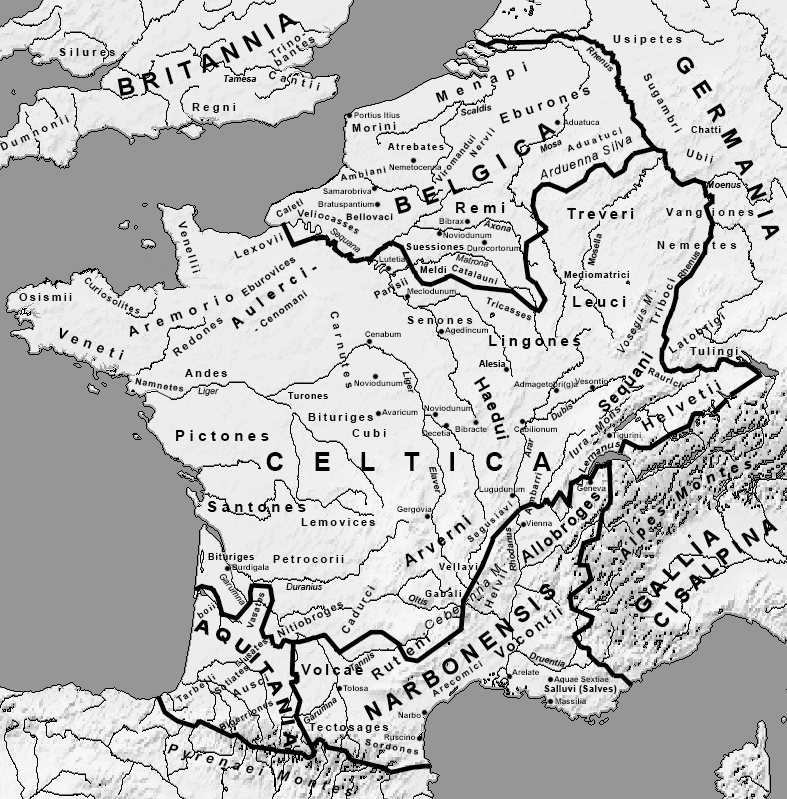
Une carte de la Gaule montrant la position des Helvètes.

Les Helvètes préparent soigneusement leur migration. Ils se procurent des animaux de trait, des chariots, ensemencent toutes les terres disponibles afin d'accumuler la nourriture nécessaire au voyage, prévoient des présents pour s'attirer les bonnes grâces des peuples qu'ils rencontreront sur leur route. Lorsqu'ils se jugent prêts à partir, ils incendient leur 12 oppida, leur 400 villages et tout leur surplus en grain selon la politique de la terre brûlée. En plus des Helvètes, des Tulinges, des Latobices, des Rauraques et des Boiens participent à l'expédition. Le pays des Santons (actuelles Charentes) semble leur destination.
Après leur défaite, César notera que les Helvètes, en peuple organisé, ont recensé les émigrants sur des tablettes écrites en alphabet grec : une liste nominative des guerriers, et des listes séparées pour les enfants, les vieillards et les femmes. Le décompte indique un total de 368 000 dont 263 000 Helvètes, 36 000 Tulinges, 14 000 Latobices, 23 000 Rauraques et 32 000 Boïens ; sur l'ensemble, 92 000 hommes en armes : donc 25 % des effectifs totaux. C'est bien tout un peuple qui se met en marche.
Leur mouvement est arrêté par César qui, à la tête d'une puissante armée, coupe le pont de Genava et les force à rebrousser chemin. Les tentatives de négociations échouent. Les Helvètes tentent alors de passer par le nord à travers les cluses jurassiennes et le territoire des Séquanes. Avec leurs 2 800 chars à bœufs, ils sont bien vite attaqués et massacrés par les légions romaines en pays éduen, non loin de Bibracte. Le chef helvète, Divico, réclame une trêve. César y met une condition : il exige des otages. Divico refuse et la guerre reprend, mais les troupes helvètes, épuisées, sont mises en déroute. César ordonne aux survivants de regagner leurs terres abandonnées et de tout reconstruire. C'est à partir de ces évènements tragiques que débute la guerre des Gaules.
En 52 av. J.-C., les Helvètes envoient malgré tout un contingent de 8 000 hommes à Vercingétorix,.
L'invasion redoutée des Germains en pays helvète n'eut pas lieu, les envahisseurs fuyant un pays ruiné et sans rien à piller. Ils changent leur route et arrivent dans l'actuelle Alsace : un nouvel épisode de la Guerre des Gaules commence pour César.

## Sources
- César, Guerre des Gaules, I passim, IV, 10, VI, 25, VII, 75.